# Herrera FC
Herrera Fútbol Club – panamski klub piłkarski z siedzibą w mieście Chitré, stolicy prowincji Herrera. Występuje w rozgrywkach Liga Panameña. Domowe mecze rozgrywa na obiekcie Estadio Los Milagros.

## Historia
Klub powstał w lipcu 2016, gdy drugoligowy zespół Atlético Veragüense kupił licencję pierwszoligowego Chepo FC, zaś na dotychczasowej drugoligowej licencji Veragüense założono nową drużynę Azuero FC z siedzibą w Chitré, nawiązującą nazwą do półwyspu Azuero.
W 2019 roku klub zmienił nazwę na Herrera FC. W 2020 roku wywalczył pierwszy w historii awans do Liga Panameña.